# Amaya Valdemoro
Amaya Valdemoro Madariaga (Alcobendas, 18 augustus 1976) is een Spaans basketbalspeelster die speelde voor het nationale basketbal team van Spanje. Ze speelde op de positie van Small forward.

## Professionele carrière
Valdemoro begon haar carrière in 1992 bij Dorna Godella in Spanje. Met deze club won ze de EuroLeague Women in 1993. Ze wonnen de finale van Pool Comense uit Italië met 66-58 na verlenging. Ze werd Landskampioen van Spanje in 1993 en 1994. In 1994 stapte ze over naar Halcón Viajes. In 2006 ging ze spelen voor Perfumerías Avenida. In 1996 keerde ze terug bij Pool Getafe. Ze werd Landskampioen van Spanje in 1997 en 1998. In 1998 ging ze spelen in de WNBA bij de Houston Comets in de Verenigde Staten. Ze won drie keer het kampioenschap met die club in 1998, 1999 en 2000. In de vrije maanden speelde ze in Spanje bij haar oude club Halcón Viajes. In 2001 ging ze spelen bij Ros Casares Valencia. Ze werd Landskampioen van Spanje in 2002 en 2004. In 2005 verhuisde ze naar VBM-SGAU Samara in Rusland. Met VBM-SGAU Samara werd ze één keer Landskampioen van Rusland in 2006. In 2007 verhuisde de club naar Moskou en werd CSKA Moskou. In 2008 keerde ze terug naar Ros Casares Valencia. Ze werd Landskampioen van Spanje in 2009 en 2010. In 2010 stapte ze over naar Rivas Ecópolis. In 2012 verhuisde ze naar Tarsus Belediyesi in Turkije. In 2013 sloot ze haar loopbaan af bij Real Canoe NC in Spanje.
Met het nationale basketbal team van Spanje werd zesde op de Olympische Zomerspelen 2004 en vijfde op de Olympische Zomerspelen 2008. Op het Wereldkampioenschap won ze brons in 2010. Op het Europees Kampioenschap won ze goud in 2013. Ze won zilver in 2007 en brons in 2003, 2005 en 2009.

## Erelijst
- Landskampioen Spanje: 8
  - Winnaar: 1993, 1994, 1997, 1998, 2002, 2004, 2009, 2010
- Copa de la Reina de baloncesto: 9
  - Winnaar: 1994, 1997, 1998, 2002, 2003, 2004, 2009, 2010, 2011
- Landskampioen Rusland: 1
  - Winnaar: 2006
- Bekerwinnaar Rusland: 3
  - Winnaar: 2006, 2007, 2008
- EuroLeague Women: 1
  - Winnaar: 1993
- WNBA Championships: 3
  - Winnaar: 1998, 1999, 2000
- Wereldkampioenschap:
  - Brons: 2010
- Europees Kampioenschap: 1
  - Goud: 2013
  - Zilver: 2007
  - Brons: 2003, 2005, 2009